# Mary Stävinová
Mary Ann-Catrin Stävinová (* 20. srpna 1957 Örebro) je švédská herečka a modelka. V roce 1977 byla zvolena Miss World (v letech 1980 a 2010 byla porotkyní této soutěže). Jako Bond girl se objevila ve dvou filmech: po menší roli ve filmu Chobotnička hrála ve filmu Vyhlídka na vraždu agentku Kimberley Jonesovou. Objevila se také ve třech epizodách seriálu Městečko Twin Peaks. Nazpívala singl „Feeling Good, Being Bad/Headline News“ a účinkovala ve videoklipech Adama Anta. V osmdesátých letech byla přítelkyní fotbalisty George Besta. Žije v Kalifornii se svým manželem, podnikatelem Nicholasem Wilcocksonem, s nímž má dceru Lilianu.

## Role
| Rok  | Název                     | Role            | Poznámky  |
| ---- | ------------------------- | --------------- | --------- |
| 1983 | Chobotnička               | Octopussy Girl  |           |
| 1984 | Night Court               |                 | TV seriál |
| 1985 | Vyhlídka na vraždu        | Kimberley Jones |           |
| 1986 | Dům                       | Tanya           |           |
| 1987 | Open House                | Katie           |           |
| 1988 | Caddyshack 2              | Dívka v baru    |           |
| 1988 | Top Line                  | Maureen         |           |
| 1989 | Kvílení vlkodlaků 5       | Anna            |           |
| 1990 | Městečko Twin Peaks       | Heba            | TV seriál |
| 1996 | The Devil Takes a Holiday | Tina            |           |